# Ogna
Ogna er et byområde i den sydlige del af Hå kommune i Rogaland. Området har 336 indbyggere per 1. januar 2013, og ligger omtrent fire kilometer nord for Sirevåg og ca. 19 kilometer syd for kommunecentret Varhaug. Geografisk set ligger Ogna i det kuperede Dalane, lige syd for det flade Jæren.  
Jærbanen stopper her, og turistvejen Nordsjøveien går lige gennem centrum af Ogna. Der er lange, hvide sandstrande, og mange kunstnere har deres tilholdssted i byen. Lige nord for Ogna løber Ognaelva ud, den er en rig lakseelv. 
I tiden 1838 til 1964 var Ogna egen norsk kommune. I 1964 gik Ogna sammen med Varhaug og Nærbø kommuner til Hå kommune. 